# PGC 45705
LEDA/PGC 45705, auch UGC 8249, ist eine Irreguläre Galaxie vom Hubble-Typ Im mit aktivem Galaxienkern im Sternbild Coma Berenices am Nordsternhimmel. Sie ist schätzungsweise 114 Millionen Lichtjahre von der Milchstraße entfernt und hat einen Durchmesser von etwa 45.000 Lichtjahren.
Im selben Himmelsareal befinden sich u. a. die Galaxien IC 854, IC 4202, PGC 1713150, PGC 1718038.